# Zaur Nudiraliyev
Zaur Ismayil Oglu Nudiraliyev (en azerí: Zaur İsmayıl oğlu Nudirəliyev; Bakú, 1 de septiembre de 1978 – Jabrayil, 4 de octubre de 2020) fue un piloto militar de la Fuerza Aérea y de Defensa Aérea Azerbaiyana de las Fuerzas Armadas de Azerbaiyán, coronel, comandante del Primer Escuadrón Aéreo, Héroe de la Guerra Patria.

## Biografía
Zaur Nudiraliyev nació el 1 de septiembre de 1978 en Bakú. Desde 1985 hasta 1992 estudió en la escuela secundaria No.192. Desde 1992 hasta 1995 continuó su educación en el Liceo Militar Jamshid Nakhchivanski. En 1995 ingresó en la Academia de fuerza aérea de Turquía y se graduó en 2000. 
Desde febrero de 2000 hasta julio de 2004, Zaur Nudiraliyev sirvió como piloto de vuelo en el 3er Escuadrón Aéreo de Azerbaiyán y de julio de 2004 a diciembre de 2004, actuó como jefe de pilotos del mismo escuadrón. En 2004-2007 se desempeñó como jefe de pilotos del 1er escuadrón aéreo de Azerbaiyán. Desde 2007 hasta 2009 se desempeñó como comandante de vuelo del mismo escuadrón aéreo. Desde 2009 hasta 2011 ocupó el cargo de subcomandante y navegante del 1er escuadrón aéreo de Azerbaiyán.
En 2011-2013 llegó a ser Jefe del personal del 1er Escuadrón Aéreo de la Unidad Militar N. En 2013-2015 fue Jefe de personal de la Unidad Militar N. En agosto de 2015 fue designado el Subcomandante de Entrenamiento de Vuelo y Jefe de la División de Planificación de Vuelo de la Unidad Militar N. 
Zaur Nudiraliyev participó en la Guerra del Alto Karabaj. El 4 de octubre de 2020 cayó mártir en la campaña militar del Valle del Aras, en la batalla por la liberación de Jabrayil. Se encuentra enterrado en el segundo callejón de honor en Bakú.

## Premios y títulos
- Medalla de distinción en el Servicio Militar (Azerbaiyán) (3º grado)
- Medalla de distinción en el Servicio Militar (Azerbaiyán) (2º grado)
- Medalla "Centenario del ejército azerbaiyano"
- Medalla de Héroe de la Guerra Patria (2020)[3]
- Orden "Por la Patria" (2020)[4]
- Medalla Por la liberación de Fuzuli (2020)[5]